# Sapy (Branew Szlachecka)
Sapy – część wsi Branew Szlachecka w Polsce położona w województwie lubelskim, w powiecie janowskim, w gminie Dzwola.